# Andrej Famintsyn
Andrej Sergejevitj Famintsyn (ryska: Андрей Сергеевич Фаминцын), född 29 juni (gamla stilen: 17 juni) 1835 i Moskva, död 8 december 1918 i Petrograd, var en rysk växtfysiolog.
Famintsyn blev filosofie doktor i botanik i Sankt Petersburg 1867 och blev 1884 professor i botanik vid ryska vetenskapsakademins fysisk-matematiska avdelning och direktor för laboratoriet för växtanatomi och växtfysiologi.